# 1963 au Maroc
Chronologie du Maroc
- 1959
- 1960
- 1961
- 1962
- 1963
- 1964
- 1965
- 1966
- 1967

Cet article présente les faits marquants de l'année 1963 au Maroc ou relatifs au Maroc.

## Événements
- Fondation de Siera, entreprise marocaine spécialisée dans la fabrication et la distribution d'appareils électroménagers et électroniques. Basée à Casablanca, elle fait partie du groupe industriel Manar.
- 17 mai : victoire du FDIC aux premières élections législatives marocaines[1].
- 16 juillet, Complot de juillet au Maroc : à la suite de la découverte d’un « complot » contre Hassan II, 130 dirigeants de l’UNFP réunis à Casablanca sont arrêtés[2]. Des centaines de militants du parti sont arrêtés dans les jours qui suivent. Mehdi Ben Barka se réfugie à Alger[3].
- 4 août : accord portant création de la Banque africaine de développement (BAD), réunissant tous les pays africains indépendants sauf l’Afrique du Sud, signé à Khartoum (en vigueur le 10 septembre 1964[4].
- 8 octobre : début de la petite guerre des Sables. l’armée algérienne lance une attaque surprise et anéantit plusieurs petites garnisons marocaines, puis tente de prendre Figuig à la frontière algéro-marocaine[5].
- 15 octobre, guerre des Sables : tandis que des incidents se multiplient à la frontière algéro-marocaine, Ahmed Ben Bella appelle à la mobilisation générale[5].
- 16 octobre : du Caire, Mehdi Ben Barka appelle les marocains à la révolte[2].
- 13 décembre : début d’un voyage du Premier ministre chinois Zhou Enlai en Afrique ; il visite l’Égypte, l’Algérie, le Maroc, la Tunisie, le Ghana, le Mali, la Guinée, le Soudan, l’Éthiopie et la Somalie (fin le 5 février 1964)[6].

## Sports
- La Coupe du Maroc de football 1962-1963, également nommée Coupe du Trône est la septième édition de la compétition.
- La Coupe du Maroc de football 1963-1964, également nommée Coupe du Trône est la huitième édition de la compétition.
- La saison 1962-1963 des FAR de Rabat est la cinquième de l'histoire du club. Elle débute alors que les militaires avaient remporté le championnat de la saison dernière. Le club est par ailleurs engagé en coupe du Trône.
- La saison 1963-1964 des FAR de Rabat est la sixième de l'histoire du club. Elle débute alors que les militaires avaient remporté le championnat de la saison dernière. Le club est par ailleurs engagé en coupe du Trône.